# Dilano van 't Hoff
Dilano van 't Hoff (Dordrecht, 26 luglio 2004 – Stavelot, 1º luglio 2023) è stato un pilota automobilistico olandese, vincitore nel 2021 del Campionato spagnolo di Formula 4.

## Carriera

### Kart e Formula 4
Van't Hoff inizia la sua carriera internazionale nel karting all'età di undici anni, gareggiando nel SKUSA SuperNationals. L'olandese nel 2018 arriva terzo sia nel IAME Euro Series che nella IAME International Final, lo stesso anno conclude sesto nella sua prima stagione del Campionato Europeo CIK-FIA. L'anno seguente termina quinto nella medesima serie e vince il Trofeo delle Industrie con il team Forza Racing.
Nel inverno del 2021 van't Hoff esordisce in monoposto nella Formula 4 EAU con il team Xcel Motorsports. Conquista cinque vittorie e dodici pole potions, ma non bastano per vincere il titolo, l'olandese chiude secondo a un solo punto dal campione italiano Enzo Trulli.
Lo stesso anno partecipa al Campionato spagnolo di Formula 4 con il team olandese MP Motorsport. Le sue prime due vittorie arrivarono al primo round della serie in Belgio, per poi ripetersi altre cinque volte e grazie la vittoria in gara due a Jerez diventa campione con quattro gare d'anticipo.

### Formula 3 Regional
Nel 2021 con MP Motorsport partecipa come pilota ospite al round di Valencia del campionato di Formula 3 regional europea. L'anno seguente, nel inverno prende parte alla Formula Regional Asia con il team Pinnacle Motorsport, sul Dubai Autodrome ottiene la pole e il terzo posto. Chiude la serie al tredicesimo posto in classifica generale e secondo tra Rookie dietro a Pepe Martí. Lo stesso anno prende parte con MP Motorsport alla Formula Regional europea. Nella prima corsa di Barcellona ottiene il suo primo e unico podio nella serie arrivando terzo dietro Paul Aron e Hadrien David.
Dilano viene confermato dal team per la stagione 2023 dal team MP Motorsport. Il primo luglio, all'età di 18 anni muore a seguito di un incidente avvenuto sul Circuito di Spa-Francorchamps. Van 't Hoff, per colpa della pioggia e della poca visibilità, ha perso il controllo della propria vettura entrando nel rettilineo di Kemmel, rimasto fermo in pista viene colpito sul fianco dalla auto di Adam Fitzgerald, l'incidente coinvolse anche altri tre piloti, Emerson Fittipaldi Jr., Enzo Scionti e Joshua Dufek. Per la scomparsa del ragazzo si è tenuto un minuto di silenzio al Gran Premio d'Austria e anche alla 24 Ore di Spa dove tutte le attività festive che circondano la corsa sono state cancellate.

## Risultati

### Riassunto della carriera
| Stagione | Serie                    | Team                | Gare | Vittorie | Pole | G/veloci | Podi | Punti | Pos. |
| -------- | ------------------------ | ------------------- | ---- | -------- | ---- | -------- | ---- | ----- | ---- |
| 2021     | Formula 4 EAU            | Xcel Motorsport     | 20   | 5        | 13   | 10       | 12   | 318   | 2º   |
| 2021     | Formula 4 spagnola       | MP Motorsport       | 18   | 9        | 13   | 6        | 15   | 336   | 1º   |
| 2021     | Formula Regional europea | MP Motorsport       | 2    | 0        | 0    | 0        | 0    | 0     | NC   |
| 2022     | Formula Regional Asia    | Pinnacle Motorsport | 12   | 0        | 1    | 0        | 1    | 51    | 13º  |
| 2022     | Formula Regional europea | MP Motorsport       | 13   | 0        | 0    | 0        | 1    | 16    | 19º  |
| 2023     | Formula Regional europea | MP Motorsport       | 8    | 0        | 0    | 0        | 0    | 8     | 23º  |

1. ↑  Pilota ospite, non idoneo ai punti.

### Risultati in Formula 4 EAU
(legenda) (Le gare in grassetto indicano la pole position) (Le gare in corsivo indicano Gpv)
| Stagione | Team            | 1   | 2   | 3   | 4   | 5   | 6   | 7   | 8   | 9   | 10  | 11  | 12  | 13  | 14  | 15  | 16  | 17  | 18  | 19  | 20  | Punti | Pos. |
| -------- | --------------- | --- | --- | --- | --- | --- | --- | --- | --- | --- | --- | --- | --- | --- | --- | --- | --- | --- | --- | --- | --- | ----- | ---- |
| 2021     | Xcel Motorsport | DUB | DUB | DUB | DUB | YAS | YAS | YAS | YAS | DUB | DUB | DUB | DUB | YAS | YAS | YAS | YAS | YAS | YAS | YAS | YAS | 318   | 2º   |
| 2021     | Xcel Motorsport | 2   | 1   | 1   | 4   | 2   | 1   | 1   | 5   | 1   | 5   | 3   | 3   | 4   | 3   | 2   | DSQ | 8   | 7   | 2   | 4   | 318   | 2º   |

### Risultati in Formula 4 spagnola
(legenda) (Le gare in grassetto indicano la pole position) (Le gare in corsivo indicano Gpv)
| Stagione | Team          | 1   | 2   | 3   | 4   | 5   | 6   | 7   | 8   | 9   | 10  | 11  | 12  | 13  | 14  | 15  | 16  | 17  | 18  | 19  | 20  | 21  | Punti | Pos. |
| -------- | ------------- | --- | --- | --- | --- | --- | --- | --- | --- | --- | --- | --- | --- | --- | --- | --- | --- | --- | --- | --- | --- | --- | ----- | ---- |
| 2021     | MP Motorsport | SPA | SPA | SPA | NAV | NAV | NAV | ALG | ALG | ALG | ARA | ARA | ARA | CRT | CRT | CRT | JER | JER | JER | CAT | CAT | CAT | 361   | 1º   |
| 2021     | MP Motorsport | 1   | 2   | 1   | 2   | 4   | 1   | 3   | 2   | 1   | 1   | 2   | 4   | 20  | 1   | 2   | 1   | 1   | 1   | 1   | 13  | Rit | 361   | 1º   |

### Risultati in Formula Regional europea
(legenda) (Le gare in grassetto indicano la pole position) (Le gare in corsivo indicano Gpv)
| Stagione | Team          | 1   | 2   | 3   | 4   | 5   | 6   | 7   | 8   | 9   | 10  | 11  | 12  | 13  | 14  | 15  | 16  | 17  | 18  | 19  | 20  | Punti | Pos. |
| -------- | ------------- | --- | --- | --- | --- | --- | --- | --- | --- | --- | --- | --- | --- | --- | --- | --- | --- | --- | --- | --- | --- | ----- | ---- |
| 2021     | MP Motorsport | IMO | IMO | CAT | CAT | MON | MON | LEC | LEC | ZAN | ZAN | SPA | SPA | RBR | RBR | VAL | VAL | MUG | MUG | MNZ | MNZ | -     | NC   |
| 2021     | MP Motorsport |     |     |     |     |     |     |     |     |     |     |     |     |     |     | 20  | Rit | 25  | 21  | 24  | 15  | -     | NC   |
| 2022     | MP Motorsport | MNZ | MNZ | IMO | IMO | MON | MON | LEC | LEC | ZAN | ZAN | HUN | HUN | SPA | SPA | RBR | RBR | CAT | CAT | MUG | MUG | 17    | 19º  |
| 2022     | MP Motorsport | Rit | 19  | 21  | 18  | DNQ | 20  |     |     | WD  | WD  |     |     | 27  | 24  | 20  | Rit | 3   | Rit | 20  | 9   | 17    | 19º  |
| 2023     | MP Motorsport | IMO | IMO | CAT | CAT | HUN | HUN | SPA | SPA | MUG | MUG | LEC | LEC | RBR | RBR | MNZ | MNZ | ZAN | ZAN | HOC | HOC | 18    | 23°  |
| 2023     | MP Motorsport | 14  | 7   | Rit | 22  | 23  | 9   | Rit | 19  |     |     |     |     |     |     |     |     |     |     |     |     | 18    | 23°  |